# One Size Fits All
A One Size Fits All Frank Zappa és a Mothers of Invention 1975-ben megjelent lemeze (a hivatalos Frank Zappa diszkográfiában a huszadik). Az albumnak reklámozták egy kvadrofón verzióját is, de az mégsem jelent meg.

## A lemez számai
Minden darab szerzője Frank Zappa.
1. Inca Roads – 8:45
2. Can't Afford No Shoes – 2:38
3. Sofa No. 1 – 2:39
4. Po-Jama People – 7:39
5. Florentine Pogen – 5:27
6. Evelyn, a Modified Dog – 1:04
7. San Ber'dino – 5:57
8. Andy – 6:04
9. Sofa No. 2 – 2:42

## A lemezről, az egyes dalokról
Az albumon a Mothers of Invention utolsó felállása hallható: George Duke, Chester Thompson, Ruth Underwood, Tom Fowler és Napoleon Murphy Brock. Ezen hallható Zappa egyik legkomplexebb és legismertebb (és elismertebb) szerzeménye, az "Inca Roads". Vendégként két dalban is szerepel Zappa fiatalkori kedvence, Johnny "Guitar" Watson.
Az albumot 1988–ban a Rykodisc adta ki CD–n.
- Sofa – a dal már az 1971–es turnén is szerepelt, ott egy nagyobb szvit részeként Zappa teremtéstörténetével, ahogy az a  YCDTOSA vol 1. lemezen is hallható (rövidítve); a teljes szvit a Beat the Boots II sorozat Swiss Cheese / Fire! című lemezén (sajnos csak kalóz minőségben). A szvit része volt ekkoriban a Stick it Out című dal is, ami később a Joe’s Garage lemezen jelent meg. A Sofa egy instrumentális és egy vokális változatban hangzik itt el, az utóbbi német nyelven (!), aminek az összerakásában a Zappa család akkori bébiszittere segített, aki tudott valamennyire németül.
- Inca Roads – a lemez ikonikus szerzeménye, a számról külön lásd az Inca Roads szócikket!
- Andy – a dal Andy Devine szinészről szól, aki régi cowboyfilmek hőse. Énekel: Johnny Guitar Watson

## Közreműködők

### Zenészek
- Frank Zappa – ének, gitár
- George Duke – billentyűs hangszerek, ének, vokál, szintetizátor
- Ruth Underwood – marimba, vibrafon, ütőhangszerek
- Johnny "Guitar" Watson – ének
- James "Bird Legs" Youman – basszusgitár
- Chester Thompson – dobok, hangeffektek, hangok
- Tom Fowler – basszusgitár
- Captain Beefheart ('Bloodshot Rollin' Red' néven) – harmonika
- Napoleon Murphy Brock – tenorszaxofon, ének, vokál, fuvola

### Produkciós stáb
- Kerry McNabb (credited as Kerry McNab) – hangmérnök, keverés
- Cal Schenkel – dizájn, illusztrációk, csillagtérkép
- Robert Stone – hangmérnök
- Michael Braunstein – hangmérnök
- Unity – segéd hangmérnök
- Dick Barber – assistant engineer, assistant
- Gary O. – hangmérnök
- Ferenc Dobronyi – CD-borító terv
- J.E. Tully – design
- Coy Featherstone – assistant engineer
- Paul Hof – assistant engineer, assistant
- Matti Laipio – voices, assistant engineer
- Bill Romero – voices, assistant engineer
- Richard "Tex" Abel – assistant engineer, assistant
- Jukka – engineer

## Helyezések
Album
| Év   | Chart         | Csúcs |
| ---- | ------------- | ----- |
| 1975 | Billboard 200 | 26    |

## Külső hivatkozások
- Dalszövegek és információk – az Information Is Not Knowledge honlapon
- A megjelenés részletei _ a Zappa Patio honlapon